# Genidentität
Der Begriff Genidentität wurde 1922 von Kurt Lewin in seiner Habilitationsschrift „Der Begriff der Genese in Physik, Biologie und Entwicklungsgeschichte“ geprägt und ist heute vermutlich das letzte Indiz für Lewins Einfluss auf die philosophische Wissenschaftstheorie. Der ursprüngliche Begriff wurde jedoch kaum analysiert, sondern von Philosophen wie Rudolf Carnap, Hans Hermes und Hans Reichenbach aus seinem Kontext extrahiert und in die jeweils eigenen Theorien übernommen, wie z. B. Reichenbachs Theorie zur Topologie der Raum-Zeit oder Hermes’ Axiomatisierung der Mechanik.
Lewins Ursprungsidee war, den Begriff Genidentität innerhalb der verschiedenen Wissenschaften zu vergleichen, um mit seiner Hilfe die charakteristische Struktur dieser Wissenschaften aufzudecken und sie somit neu zu klassifizieren.

## Klassifizierung der Naturwissenschaften
In seiner Habilitationsschrift vergleicht Lewin Physik (zu der er auch die Chemie zählt) und
Biologie (die er in organische Biologie und Entwicklungsgeschichte einteilt). Ein Vergleich dieser Art setzt voraus, dass es möglich sei, äquivalente Begriffe in beiden Wissenschaften zu finden. Lewin zufolge erfüllt der Begriff der Genidentität diese Voraussetzung.
Lewin definiert Genidentität als Existentialbeziehung, die der Genese eines Körpers von einem Moment zum nächsten zugrunde liegt. Dieser Interpretation gemäß besteht das, was wir für gewöhnlich für einen einzigen Gegenstand halten, in Wirklichkeit aus einer Vielzahl von Entitäten, gleichsam den Phasen eines Objektes zu verschiedenen Zeitpunkten. Zwei Dinge sind daher nicht identisch, weil sie dieselben Eigenschaften gemeinsam haben, sondern weil eines aus dem anderen hervorgegangen ist.
Dabei unterscheidet Lewin zwischen partieller und totaler Genidentität (im originalen Wortlaut: „teilweise“ bzw. „restlos“). Dies ist bedingt durch die konzeptuelle Schwierigkeit, die geteilte Gegenstände aufwerfen. Zum Beispiel kann ein Gegenstand im Verlauf seiner Entwicklung in mehrere Teile zerfallen. Wenn wir einem solchen Objekt in der Zeit folgen, kann u. U. nur ein geringer Teil von diesem übrigbleiben. Lewin formuliert, dass zwei Objekte, die zu verschiedenen Zeitpunkten existieren, partiell genidentisch sind, wenn zumindest ein Teil des letzteren Objektes schon im früheren enthalten war. Im Gegensatz dazu sind zwei Objekte genau dann total genidentisch, wenn es zu keinem beliebigen Zeitpunkt ein von beiden Gegenständen verschiedenes Objekt gibt, das mit einem der betroffenen Gegenstände partiell genidentisch ist.
Darüber hinaus entwickelt Lewin die Idee, physikalische Körper als Glieder einer Entwicklungskette zu betrachten. Diesem Ansatz zufolge gibt es zwischen zwei total genidentischen Körpern zu jedem beliebigen dazwischenliegenden Zeitpunkt ein Objekt, das mit beiden total genidentisch ist. Somit impliziert Genidentität die Existenz einer unendlichen Reihe von dazwischenliegenden Punkten. Hierin sieht Lewin eine Analogie zwischen physikalischen Körpern und reellen Zahlen, bzw. den sogenannten Dedekindschen Schnitten (nach Richard Dedekind benannte Konstruktionsmethode, die reellen Zahlen als Dedekindsche Schnitte rationaler Zahlen darzustellen).
Genidentität verfügt so definiert über verschiedene Eigenschaften wie z. B. Symmetrie, Transitivität,
Dichtigkeit und Stetigkeit. Wird dies im Licht moderner logischer Standards betrachtet, so wird schnell klar, dass Lewin die richtige Intuition aufwies, obwohl ihm noch nicht die Vorteile einer hochentwickelten Terminologie von Definitionstheorie und symbolischer Logik zur Verfügung standen.
Der Begriff Genidentität als solcher wurde in den experimentellen Wissenschaften
nicht explizit diskutiert, sondern bildete vielmehr eine stillschweigend vorausgesetzte Hintergrundannahme. Lewin ist es zu verdanken, dass dieser Begriff zum ersten Mal
genauer untersucht wurde, was in Anbetracht seiner weitaus bekannteren Leistungen im Bereich
Gestaltpsychologie mittlerweile in Vergessenheit geriet.